# 利布爾訥
利布尔讷（法語：Libourne，法語發音：[libuʁn] ⓘ），法国西南部城市，新阿基坦大区吉伦特省的一个市镇，同时也是该省的一个副省会，下辖利布尔讷区，其市镇面积为20.63平方公里，2022年1月1日时人口数量为24,668人，在法国城市中排名第360位。
利布尔讷位于吉伦特省东北部，多尔多涅河和伊勒河交汇处，历史上是重要的商业港口，现代则是一个区域性的中心城市，两条铁路和多条公路在此交汇。利布尔讷附近区域被称为“利布尔讷地区”，以其命名的种植园区是波尔多葡萄酒产区的组成部分，世界文化遗产圣埃米利永即位于该区域。

## 地名来源
“利布尔讷”一名来源于英格兰骑士罗杰·德·莱伯恩，后者曾在13世纪为阿基坦公国中尉。本身则是英格兰的一个村落。

## 历史

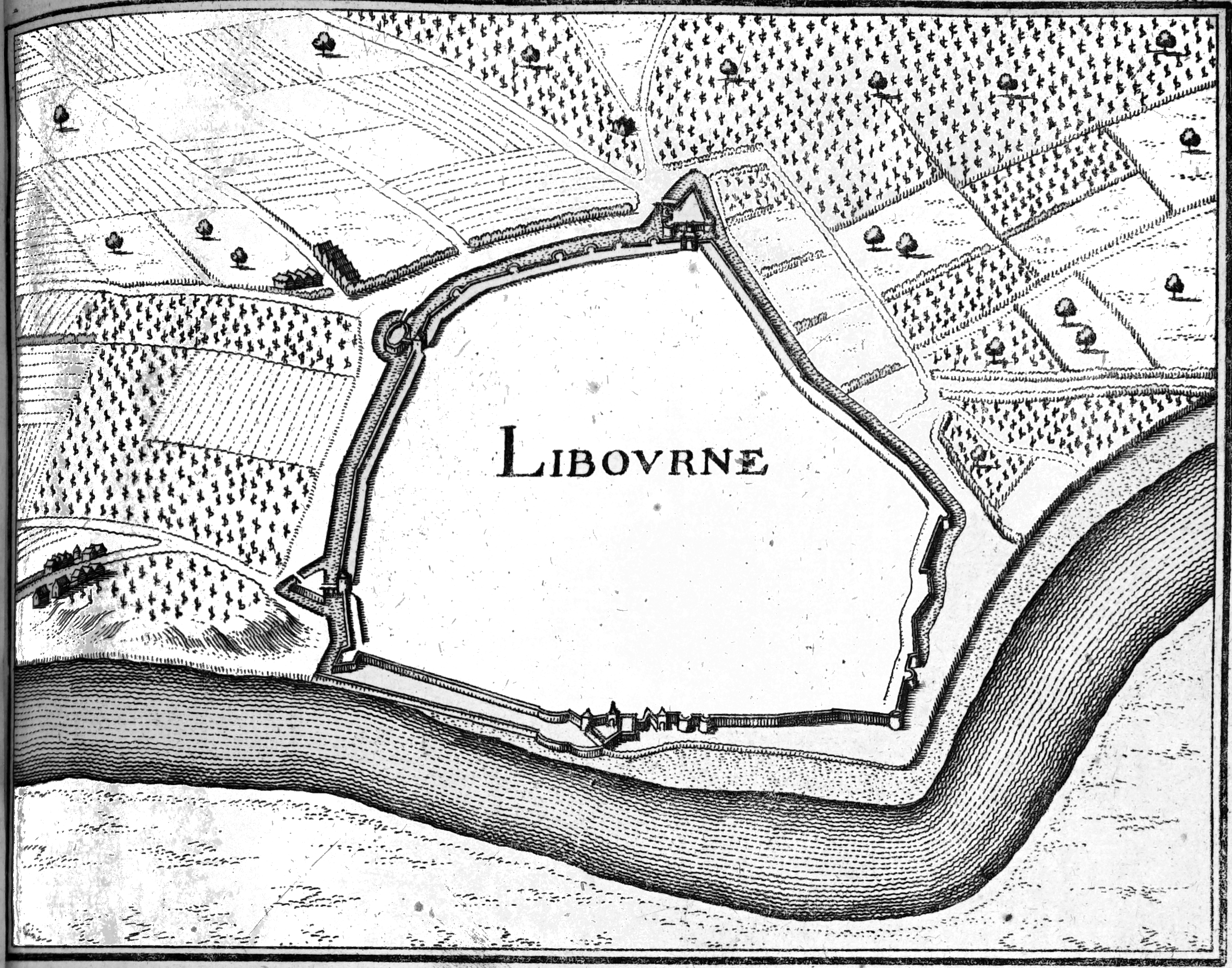
1656年的利布尔讷地图

利布尔讷建成于13世纪，彼时，这一区域为金雀花王朝的一部分，阿基坦公爵亨利三世为加强集权，在多尔多涅河下游地区创立了多个皇家集镇（Bastide royale），骑士罗杰·德·莱伯恩被任命为其中一个集镇的执政者，这个集镇便以其命名，成为利布尔讷的城市前身。由于该地正好位于多尔多涅河与伊勒河的交汇处，加之当时阿基坦与英格兰商贸往来密切，利布尔讷很快发展成为重要的商业港口，因葡萄酒交易而获得大量财富，城市亦得到快速发展。英法百年战争结束后，这一区域被设置为吉耶讷行省，直至18世纪末。其间，利布尔讷为17世纪中期投石黨亂的重要爆发地区。法国大革命后，利布尔讷成为吉伦特省的一个市镇，并成为该省的一个地区行署，1800年起成为副省会。工业革命期间，巴黎－波尔多铁路在此跨越多尔多涅河，另有一条铁路由此出发连接黑佩里戈尔地区。第二次世界大战期间，横跨多尔多涅河的利布尔讷大石桥被部分损毁，战后得以恢复重建并得到扩张。

## 地理

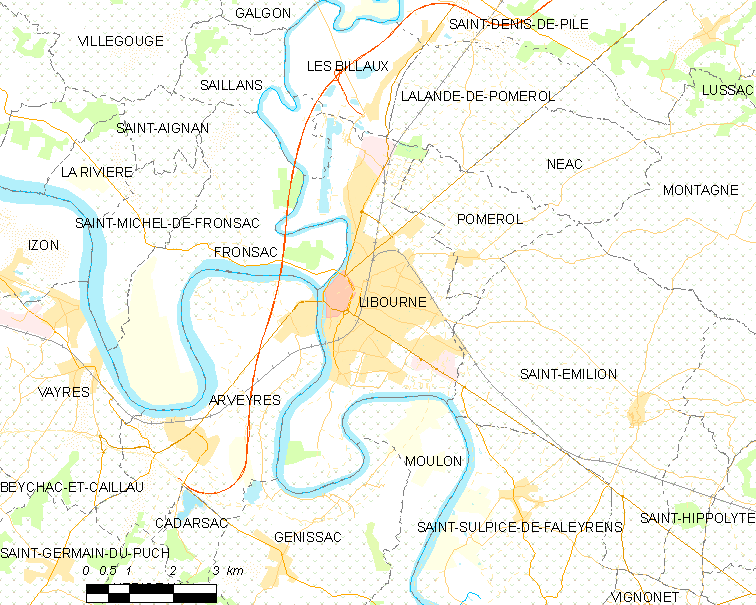
利布尔讷市镇地图

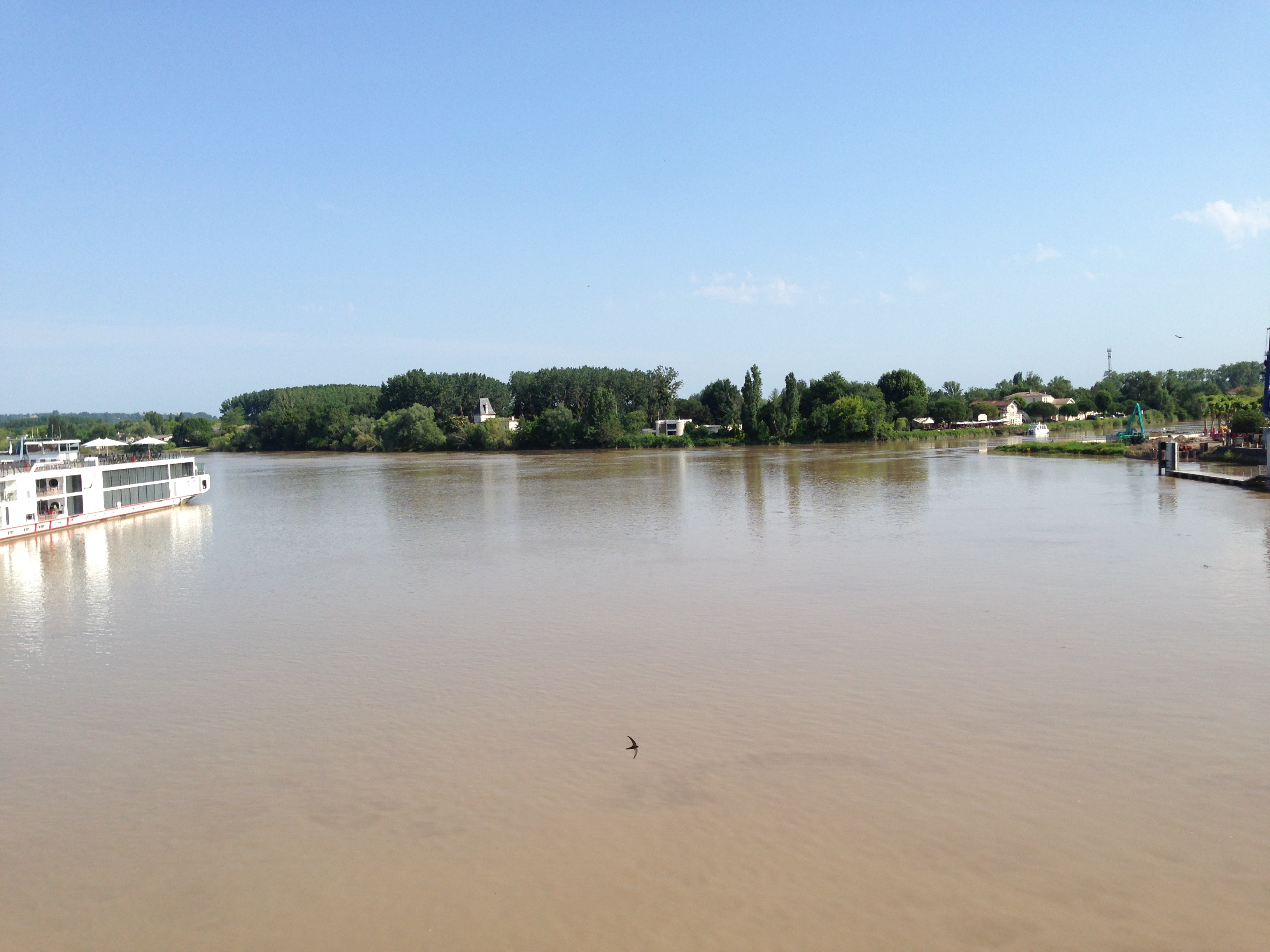
多尔多涅河和伊勒河交汇处

利布尔讷位于法国西南部，新阿基坦大区中部和吉伦特省东北部，距离省会波尔多大约30公里。与利布尔讷接壤的市镇包括：莱比约、热尼萨克、阿韦尔、弗龙萨克、拉朗德德波姆罗勒、穆隆、波姆罗勒、萨扬、圣埃米利永。

### 地形
利布尔讷位于阿基坦盆地北部，境内地势平坦，全境海拔在2到28米之间。

### 水文
多尔多涅河与其支流伊勒河在此交汇，利布尔讷市区位于汇流处的内侧，属于加龙河流域。市区西北部还有莱达盖湖（Lac des Dagueys），湖面面积超过0.3平方公里。

### 植被
利布尔讷属于温带落叶林区，市区内的主要绿地公园包括棘林公园（Parc de l'Epinette）、龙骑兵15团花园（Place 15e régiment de dragons）等，市区西北部亦有大片林地分布。

### 气候
利布尔讷在柯本气候分类法中属于温带海洋性气候，因其纬度相对较低，当地的年均气温明显高于同气候带的高纬度地区。
距离利布尔讷最近的气象站位于圣埃米利永境内，以下为该气象站的数据（其中日照数据取自梅里尼亚克）：
| 利布尔讷1981年－2019年 | 利布尔讷1981年－2019年 | 利布尔讷1981年－2019年 | 利布尔讷1981年－2019年 | 利布尔讷1981年－2019年 | 利布尔讷1981年－2019年 | 利布尔讷1981年－2019年 | 利布尔讷1981年－2019年 | 利布尔讷1981年－2019年 | 利布尔讷1981年－2019年 | 利布尔讷1981年－2019年 | 利布尔讷1981年－2019年 | 利布尔讷1981年－2019年 | 利布尔讷1981年－2019年 |
| 月份                   | 1月                    | 2月                    | 3月                    | 4月                    | 5月                    | 6月                    | 7月                    | 8月                    | 9月                    | 10月                   | 11月                   | 12月                   | 全年                   |
| ---------------------- | ---------------------- | ---------------------- | ---------------------- | ---------------------- | ---------------------- | ---------------------- | ---------------------- | ---------------------- | ---------------------- | ---------------------- | ---------------------- | ---------------------- | ---------------------- |
| 历史最高温 °C（°F）    | 18.6 (65.5)            | 22 (72)                | 26.3 (79.3)            | 30.8 (87.4)            | 35.5 (95.9)            | 39 (102)               | 37.8 (100.0)           | 41.3 (106.3)           | 36.4 (97.5)            | 30.8 (87.4)            | 25.2 (77.4)            | 19.4 (66.9)            | 41.3 (106.3)           |
| 平均高温 °C（°F）      | 9.8 (49.6)             | 11.6 (52.9)            | 15.3 (59.5)            | 18.3 (64.9)            | 22.2 (72.0)            | 26.1 (79.0)            | 27.6 (81.7)            | 27.7 (81.9)            | 24.2 (75.6)            | 20.1 (68.2)            | 13.2 (55.8)            | 9.8 (49.6)             | 18.8 (65.8)            |
| 日均气温 °C（°F）      | 6.4 (43.5)             | 7.4 (45.3)             | 10.1 (50.2)            | 12.8 (55.0)            | 16.6 (61.9)            | 19.9 (67.8)            | 21.3 (70.3)            | 21.3 (70.3)            | 17.8 (64.0)            | 14.9 (58.8)            | 9.2 (48.6)             | 6.4 (43.5)             | 13.7 (56.7)            |
| 平均低温 °C（°F）      | 2.9 (37.2)             | 3.1 (37.6)             | 5 (41)                 | 7.4 (45.3)             | 11 (52)                | 13.6 (56.5)            | 14.9 (58.8)            | 14.8 (58.6)            | 11.4 (52.5)            | 9.6 (49.3)             | 5.2 (41.4)             | 3 (37)                 | 8.5 (47.3)             |
| 历史最低温 °C（°F）    | −8.3 (17.1)            | −12 (10)               | −9 (16)                | −1.8 (28.8)            | 2.4 (36.3)             | 5.6 (42.1)             | 7.1 (44.8)             | 6.2 (43.2)             | 2.9 (37.2)             | −5.6 (21.9)            | −8 (18)                | −9.7 (14.5)            | −12 (10)               |
| 平均降水量 mm（）      | 73.2 (2.88)            | 60.6 (2.39)            | 56.9 (2.24)            | 73.7 (2.90)            | 72.4 (2.85)            | 43.4 (1.71)            | 53.7 (2.11)            | 59.8 (2.35)            | 67.3 (2.65)            | 61.6 (2.43)            | 98.5 (3.88)            | 81 (3.2)               | 802.1 (31.58)          |
| 月均日照時數           | 96                     | 114.9                  | 169.7                  | 182.1                  | 217.4                  | 238.7                  | 248.5                  | 242.3                  | 202.7                  | 147.2                  | 94.4                   | 81.8                   | 2,035.7                |
| 来源：infoclimat.fr    |                        |                        |                        |                        |                        |                        |                        |                        |                        |                        |                        |                        |                        |

## 行政区划
利布尔讷是法国新阿基坦大区吉伦特省的一个市镇，编号为33243，它也是吉伦特省的一个副省会。利布尔讷下辖利布尔讷区，隶属于吉伦特省第十选区，管理利布尔讷-弗龙萨克县，同时也是利布尔讷城市圈公共社区的办公驻地。
利布尔讷市镇被划为五个街区，并实行街区自治制度。
法国国家统计与经济研究所（简称）在进行数据统计时，将利布尔讷及相邻的另外9个市镇设为利布尔讷城市核心区，另将包括利布尔讷在内的周边共8个市镇划为利布尔讷城市区。自2020年起，利布尔讷城市区被包含24个市镇的利布尔讷城市辐射区代替。同时，还将利布尔讷市镇分为了9个“块区”（IRIS），以便于统计人口分布情况。

## 交通

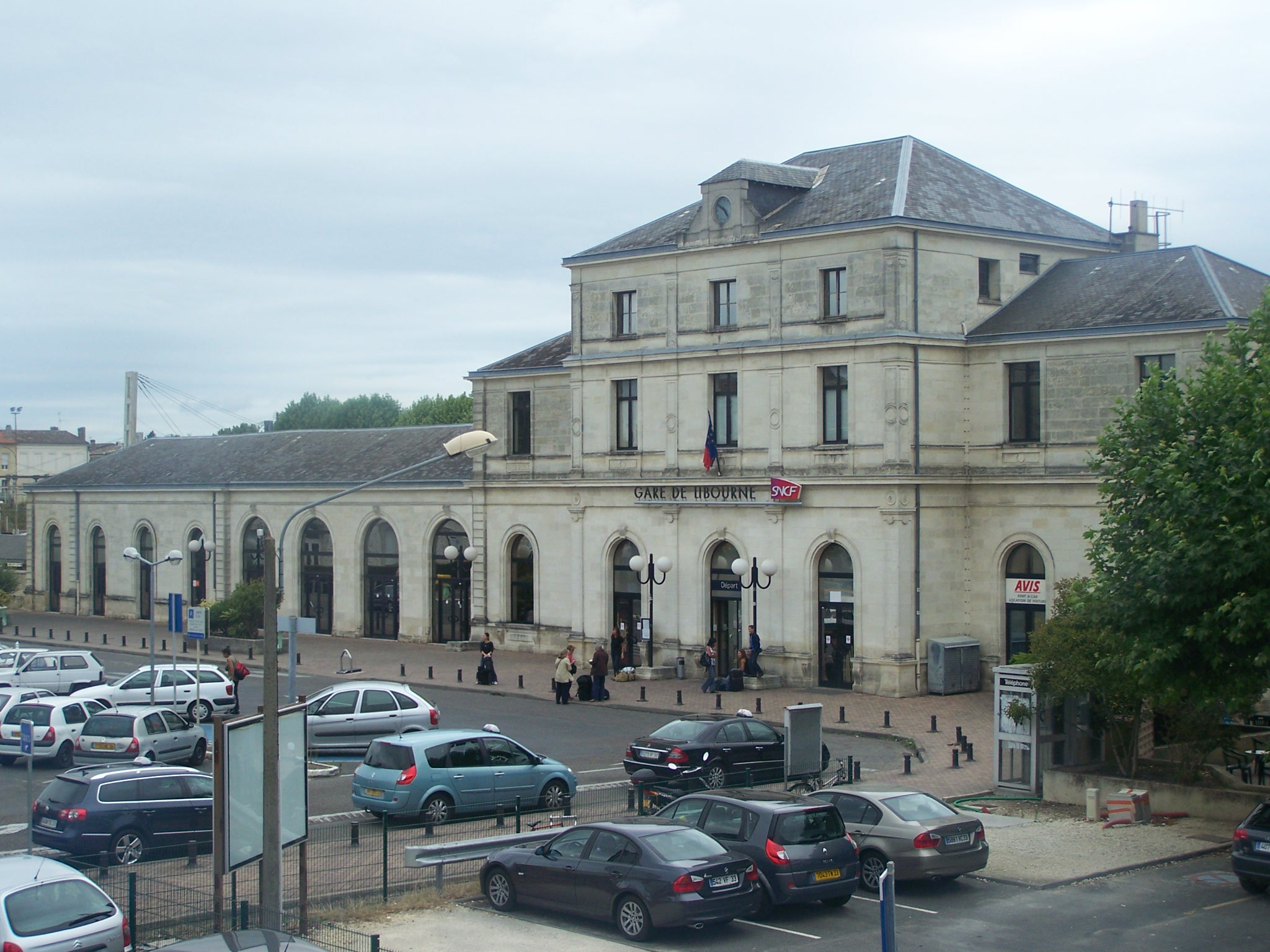
利布尔讷火车站

### 公路
A89高速公路经过利布尔讷市区西部和北部，通过8号出入口（位于韦尔）和9号出入口（位于莱比约）连接市区；此外多条吉伦特省省道在利布尔讷境内交汇。新阿基坦大区下属的城际客运提供巴士线路，可前往波尔多、圣安德烈-德屈布扎克、隆沙自由城、吉耶讷地区索沃泰尔、佩里萨克等地。
2017年，70.5%的利布尔讷家庭拥有至少一辆的私人汽车。2018年，利布尔讷境内共发生各类交通事故9起，造成12人受伤。

### 铁路
利布尔讷位于巴黎－波尔多铁路和利布尔讷－勒比松铁路的交汇处。利布尔讷站位于市区西部，每天停靠约三班往返巴黎和波尔多之间的高速列车，以及由波尔多出发，前往昂古莱姆、利摩日、布里夫拉盖亚尔德、萨拉拉卡内达等方向的区域列车。

### 航空
距离利布尔讷最近的民用航空站为波尔多-梅里尼亚克机场，距离利布尔讷市中心的公路里程约34公里。

### 城市公共交通
利布尔讷城市公共交通（商业名称为）是当地的城市公共交通系统。截至2021年3月，该系统共包括9条公交线路，路网覆盖了利布尔讷市区内的主要街道和居民区。

## 政治

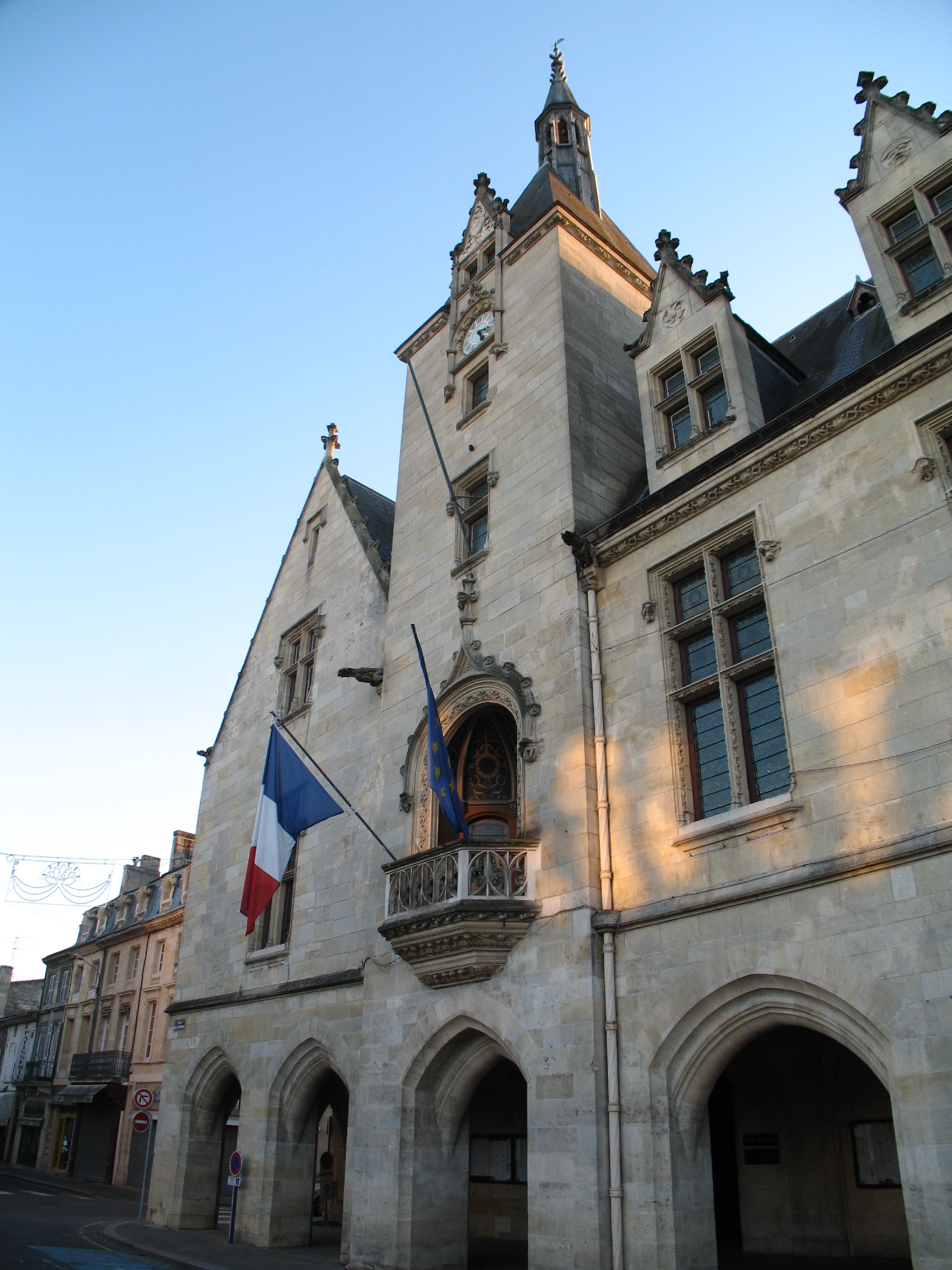
利布尔讷市政厅

利布尔讷的现任市长为菲利普·比松先生，他是社会党的一名成员，在2020年的市政选举中获得了56.61%的支持率。
在2017年的法国总统大选中，法国第25任总统埃马纽埃尔·马克龙在利布尔讷获得了67.58%的支持率。
| 利布尔讷历届市长 |               |                      |
| 任期             | 市长          | 党派                 |
| 1945年－1947年   | 让·贝纳尔代   | SFIO工人国际法国支部 |
| 1947年－1959年   | 阿贝尔·布瓦罗 | DVD右翼无党派人士    |
| 1959年－1979年   | 罗贝尔·布兰   | RPR保衛共和聯盟      |
| 1979年－1989年   | 安德烈·特尔莱 | UDF法国民主联盟      |
| 1989年－2011年   | 吉尔贝·密特朗 | PS社会党             |
| 2011年－         | 菲利普·比松   | PS社会党             |

## 人口
2017年，利布尔讷市镇人口数量为24,845，在法国排名第360位。其中男性11,382人，女性13,463人，75岁及以上人口占9.3%，外籍人口数量为5,988人，人口密度为1,204人/平方公里，当地居民被称为（男性）或（女性）。2018年，利布尔讷境内出生287人，死亡人口254人。
| 年份   | 1936   | 1946   | 1954   | 1962   | 1968   | 1975   | 1982   | 1990   | 1999   | 2006   | 2011   | 2016   | 2018   |
| ------ | ------ | ------ | ------ | ------ | ------ | ------ | ------ | ------ | ------ | ------ | ------ | ------ | ------ |
| 人口數 | 19,491 | 20,166 | 19,474 | 19,834 | 22,123 | 21,651 | 22,119 | 21,012 | 21,761 | 23,296 | 23,681 | 24,880 | 24,511 |

## 经济
利布尔讷是一个区域性的中心城市，当地共有各类用人单位4,742家，平均历史为16年，其中98.88%为中小型企业（PME）。（医药）、（电子设备生产）及（大型零售）是当地2019年营业额最高的三个企业，分别为622,404,000欧元、74,176,290欧元和54,955,564欧元。

## 财政收入
2019年，利布尔讷的财政收入总额为39,057,800欧元，财政支出总额为35,591,900欧元，当年的债务总额为36,754,600欧元。
2015年，利布尔讷的人均月收入总额为2,267欧元，其中高级职员为4,143欧元，中级职员为2,520欧元，普通职员为1,800欧元。
2017年，利布尔讷境内的青壮年（15至64岁）失业率为20.2%，当地43.9%的家庭拥有纳税资格。

## 社会事务

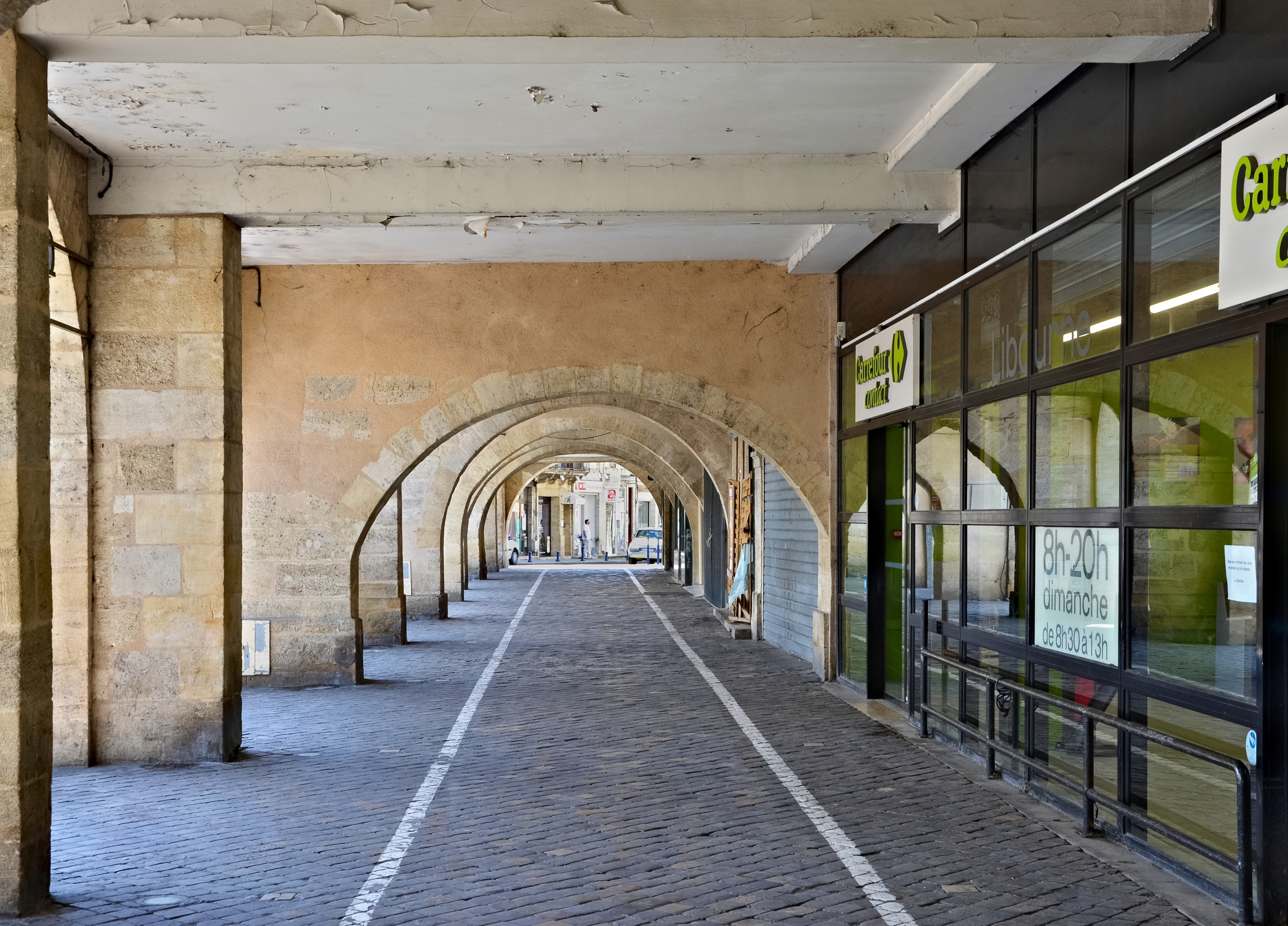
利布尔讷的骑楼

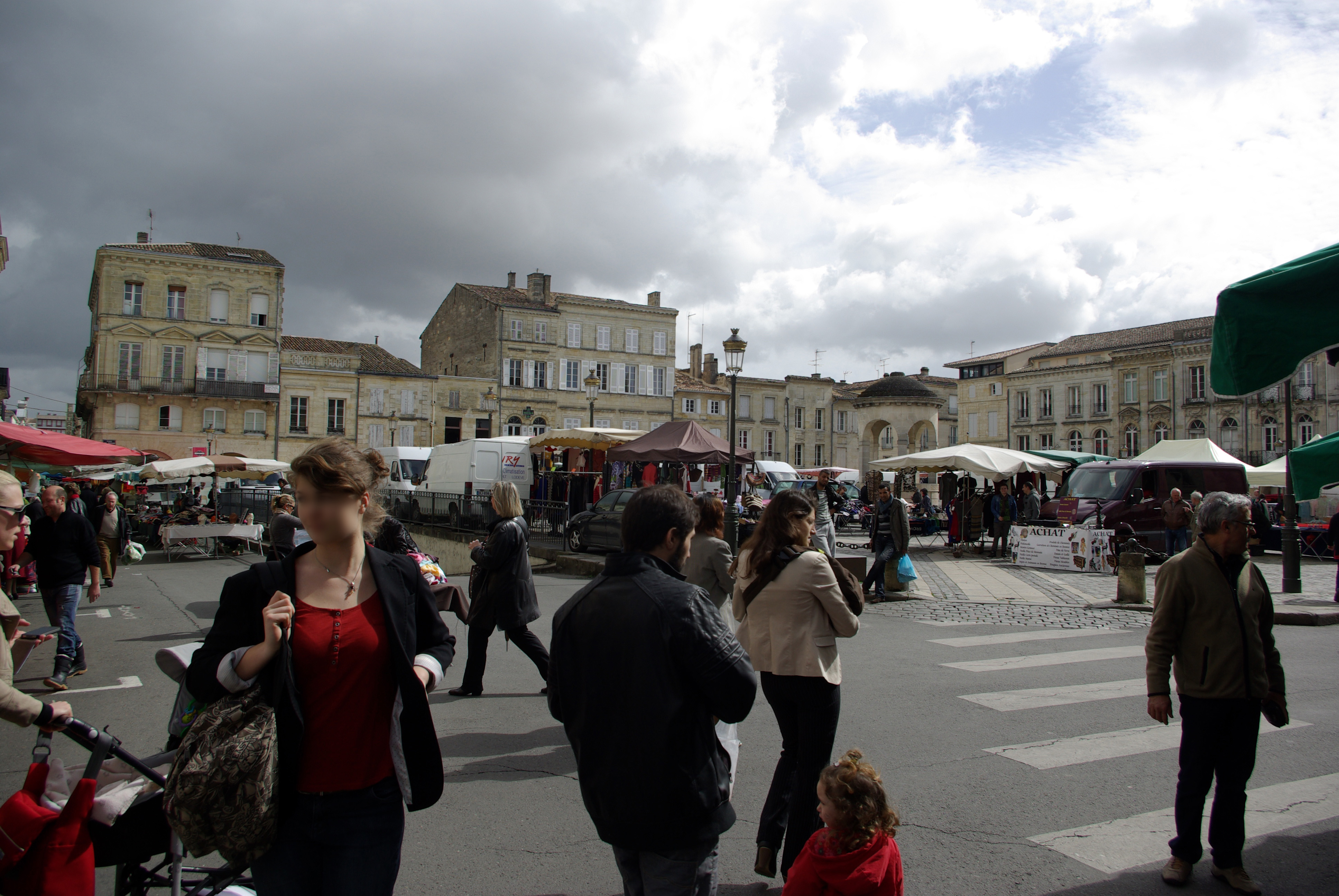
利布尔讷市中心的集市

### 教育
利布尔讷属于波尔多学区。截止2019年1月1日，利布尔讷境内共有6所幼儿园、9所小学、4所初级中学、3所普通高中和2所职业高中。2018至2019学年度，利布尔讷境内共有在校中等教育阶段学生4,606名。

### 医疗
截止2019年1月1日，利布尔讷境内共有全科医生47名、保健师33名、牙医38名、护士69名、耳科医生4名、眼科医生7名、皮肤科医生2名、助产士7名、儿科医生2名和妇科医生6名。境内共有药房12家、养老院8家、残疾人帮扶中心4家。
利布尔讷中心医院（Centre Hospitalier de Libourne）是法国的一个区域性医疗机构，其主病区“罗贝尔·布兰医院”（Hôpital Robert Boulin）位于利布尔讷市区，设有床位812个，是当地规模最大的公立综合性医院。

### 住房
2017年，利布尔讷境内共有各类住房13,778套，其中53.0%为独立式居民区，46.6%为集中式居民区。常住房屋占利布尔讷市镇范围内居民建筑总量的88.5%。
在住房保障政策方面，2017年，利布尔讷境内共有3,615户家庭获得了住房经济补助，受益人数占总人口数量的14.6%，其中3,506份为房租补助。

### 商业
2019年，利布尔讷境内共有各类实体商铺828家，其中餐厅106家、大型超市11家、杂货店11家、面包房18家、肉铺16家、书店8家、装饰品店10家、银行门店24家、美容美发店55家、汽车维修店31家。市区东南部建有大型开放式商业街区。

### 体育
2019年，利布尔讷境内共有1家游泳池、5间体育馆、1座综合体育场、7处网球场、6处足球或橄榄球场以及5处篮球或排球场。
截至2021年3月，利布尔讷境内共有四家注册足球俱乐部。其中利布尔讷足球俱乐部是当地的代表性足球队，后者成立于1935年，曾于2006至2009年间参加职业联赛，2020至2021赛季参加新阿基坦大区足球联赛，其主场让-安托万·穆埃球场可同时容纳超过7,000名观众，是当地规模最大的体育设施之一，在2016年以前亦是利布尔讷橄榄球俱乐部的主场。

### 环境
利布尔讷的环境事务由其所属的公共社区负责。2019年，利布尔讷境内共有2家污染企业。

### 治安
2019年，利布尔讷市镇范围内共有1处派出所和1处宪兵队。
2014年，利布尔讷及附近地区共发生各类案件5,808起，其中盗窃类案件3,636起，经济类案件586起，毒品交易类案件292起。

## 文化
2019年，利布尔讷境内共有1家电影院和2家博物馆。利布尔讷市政府提供多媒体中心，向公众全年开放。

### 建筑
利布尔讷境内有多处法国国家文物保护单位。

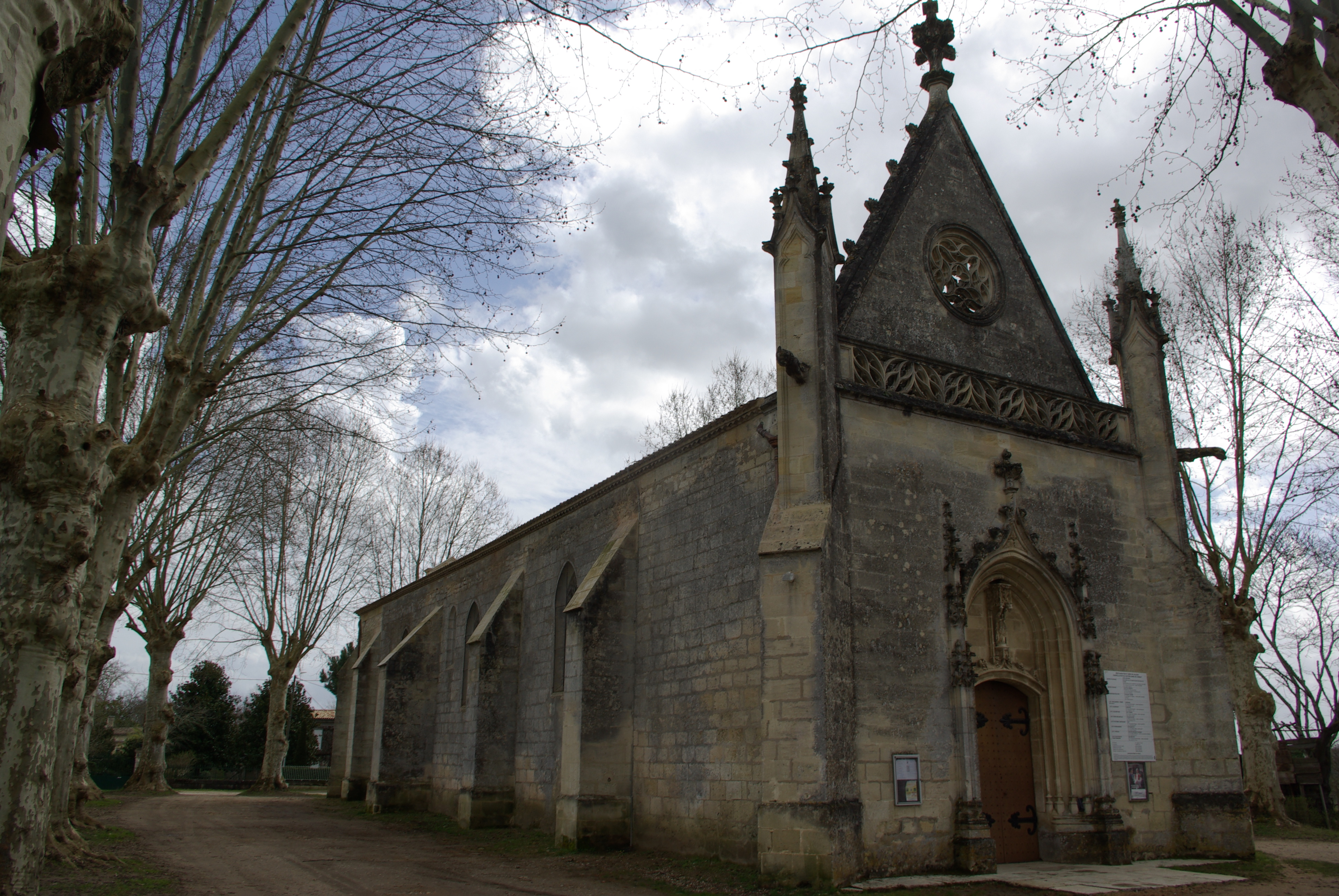
孔达小教堂（法语：Chapelle de Condat）
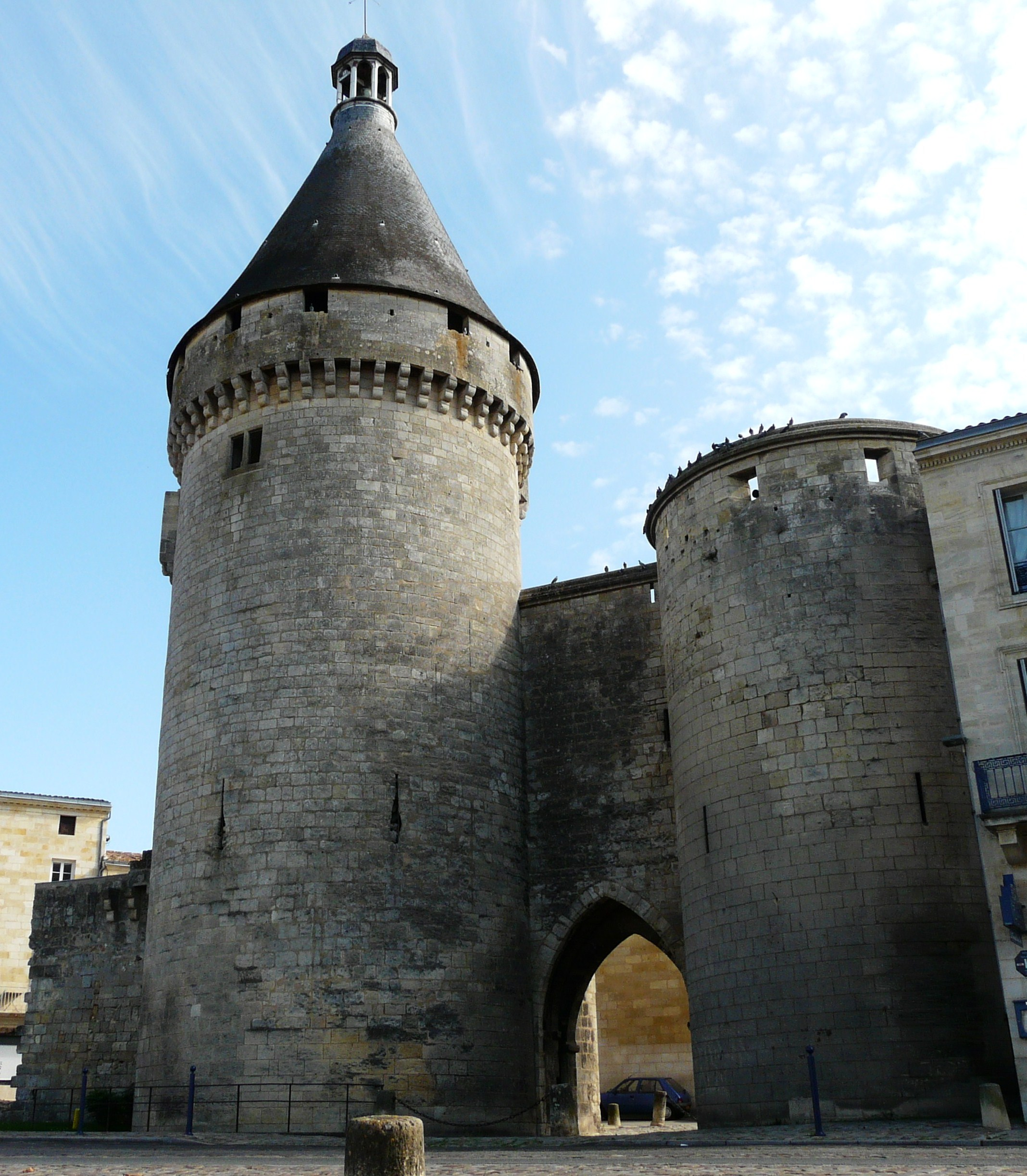
港门
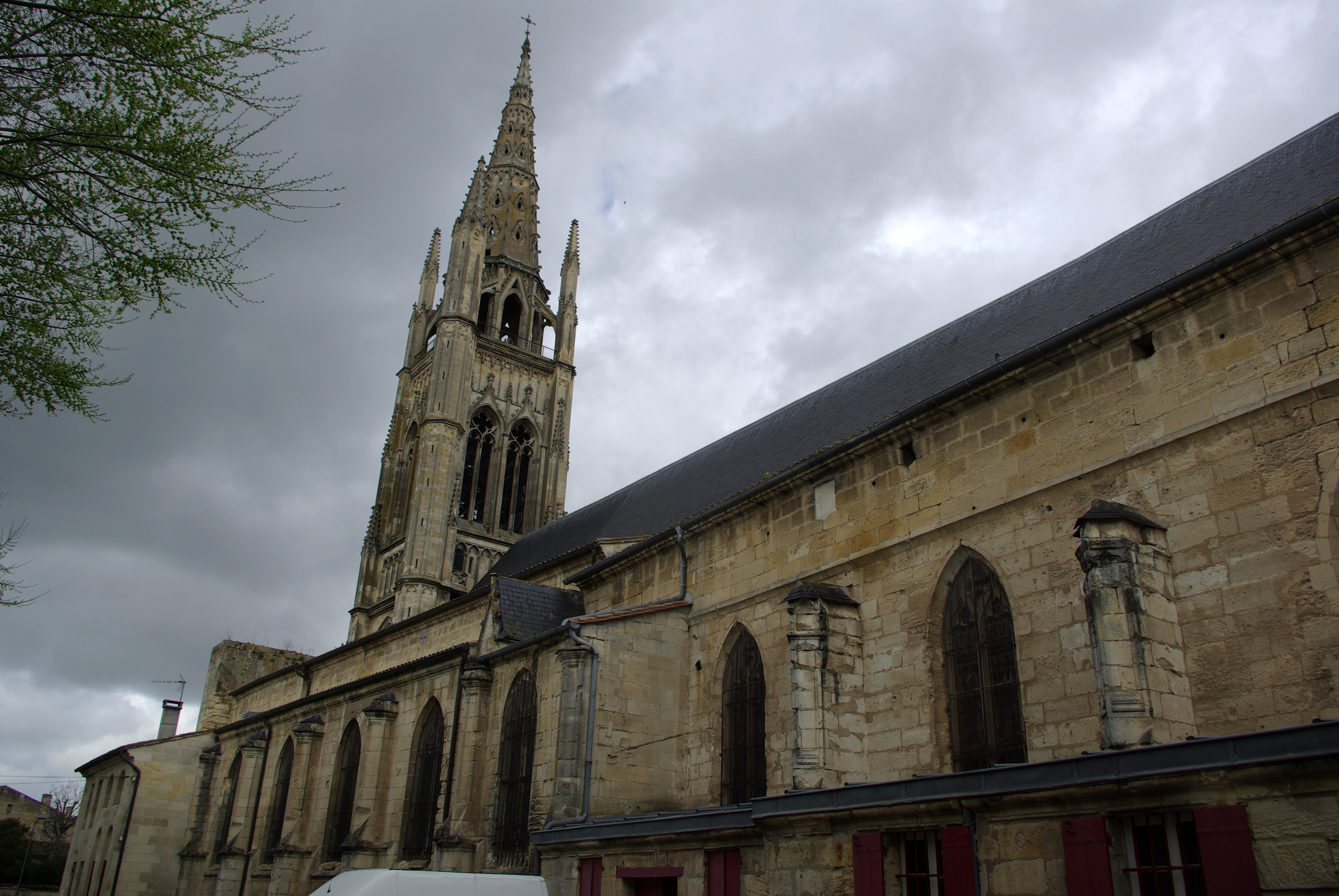
圣让教堂
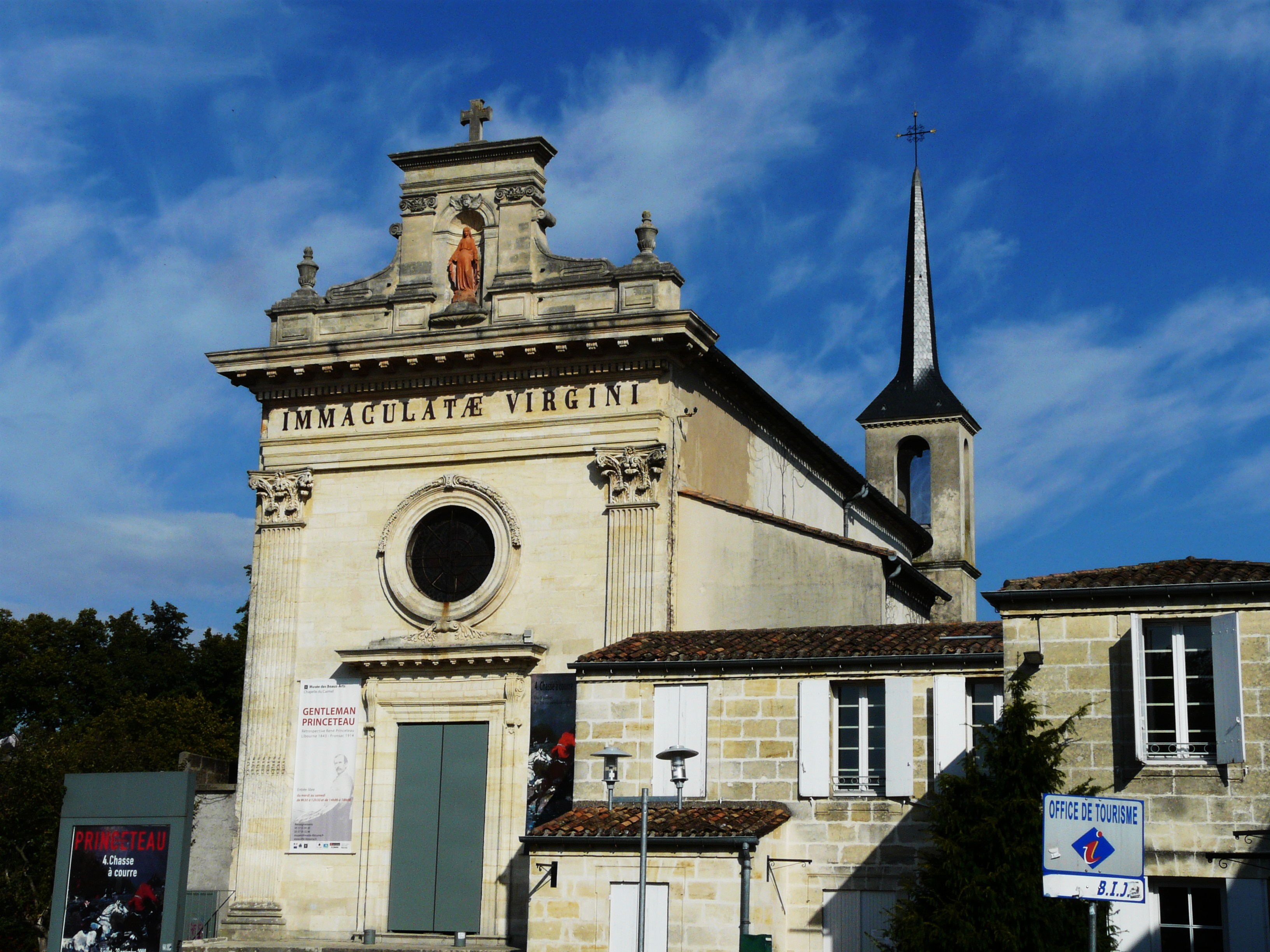
卡梅尔教堂
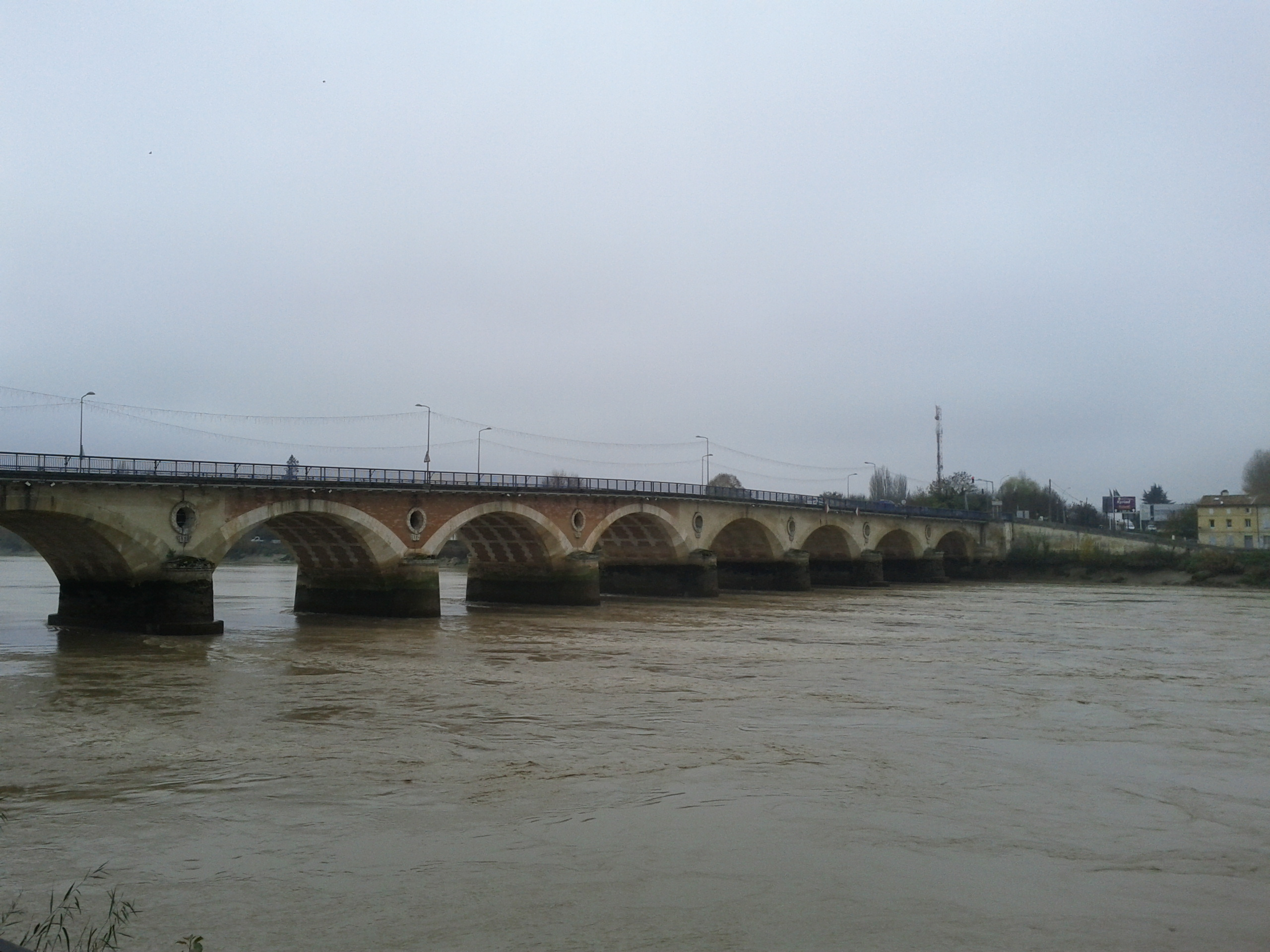
利布尔讷大石桥（法语：Pont de pierre (Libourne)）
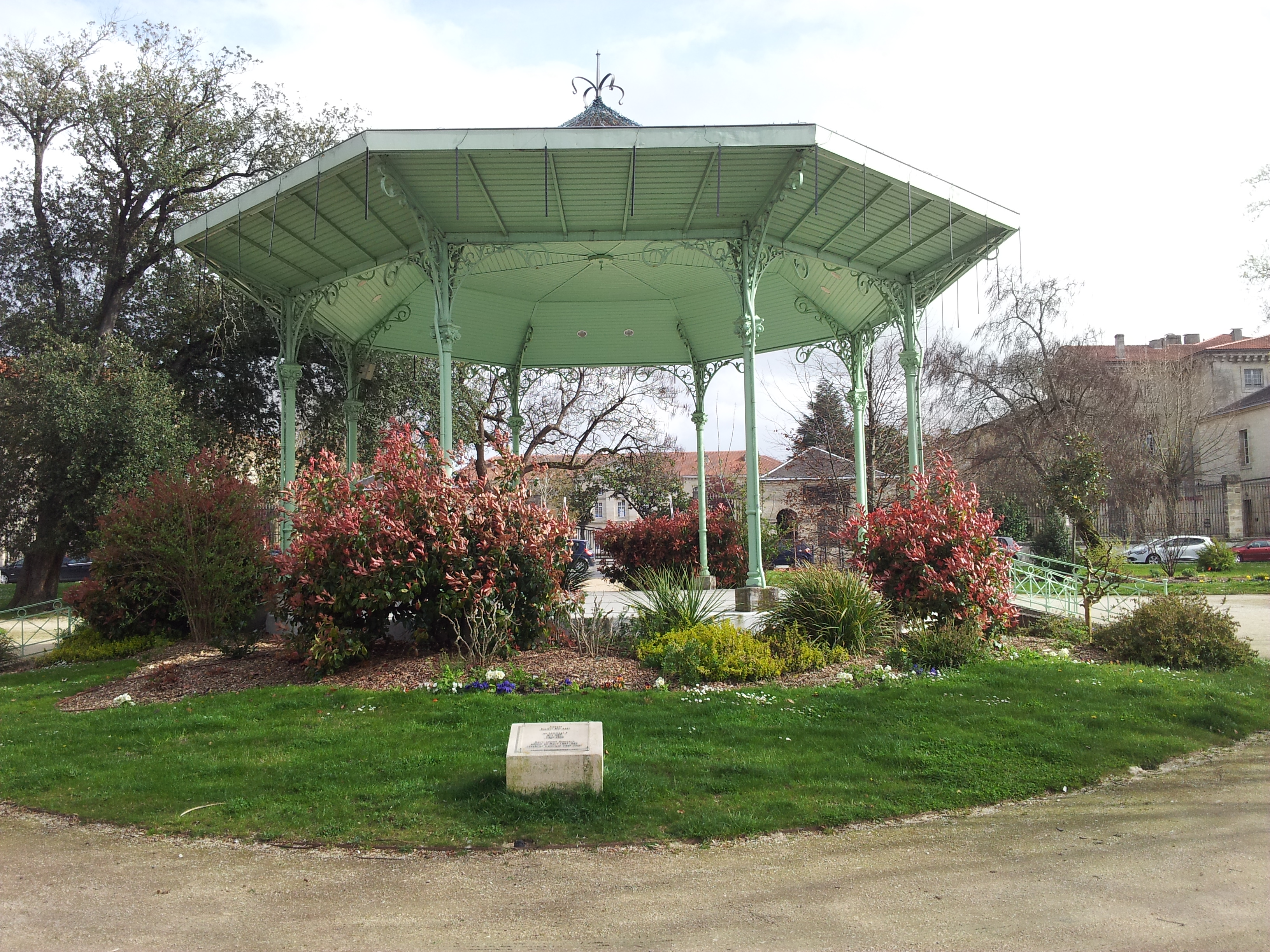
凉亭

### 旅游
利布尔讷的旅游事务由其所属的公共社区负责。2020年，利布尔讷境内共有4家宾馆共计188间房间。

### 媒体
法国主要的媒体均可在利布尔讷接收，法国电视三台下属的新阿基坦大区频道在部分时段播出利布尔讷所属区域的地方新闻。

## 相关人物
法国摄影师欧仁·阿切出生于利布尔讷。

## 友好城市
截至2021年2月，利布尔讷共与四座城市互为友好城市关系：
- 德国 施万多夫
- 西班牙 洛格罗尼奥
- 英格兰 凱恩舍姆
- 中国 普洱市